# The Inspection
The Inspection ist ein Filmdrama von Elegance Bratton, das im September 2022 beim Toronto International Film Festival Premiere feierte und im November 2022 in die US-Kinos kam. Der Regisseur erzählt in dem Film eine autobiografische Geschichte.

## Handlung
Ellis French ist ein junger, schwuler, schwarzer Mann und hat die letzten Jahre in verschiedenen Obdachlosenunterkünften verbracht. Weil er den Marines beitreten will, muss er seine Mutter in Trenton in New Jersey besuchen, um an seine Geburtsurkunde zu gelangen. Inez French ist Gefängniswärterin. Durch ihre Arbeit hart geworden, ist die streng religiöse Frau auch gegenüber ihrem Sohn auf Distanz gegangen, besonders seit er sich ihr gegenüber geoutet hat. Sie haben sich schon lange Zeit nicht mehr gesehen.
Im Bus zum Ausbildungscamp verhält sich Ellis gegenüber dem muslimischen Rekruten Ismail nett, was den anderen, übermütigen weißen Marine namens Harvey veranlasst, Ellis anzupöbeln. Drill Sergeant Rosales jedoch hat sich seine Menschlichkeit bewahrt und versucht die jungen Männer, anders als Commander Laws, während ihrer Grundausbildung aufzubauen. Rosales sieht gut aus, und so wird er für Ellis zum Objekt der Begierde. Seine Kameraden begegnen Ellis zunehmend mit offener Feindseligkeit, und allen voran scheint es Harvey Vergnügen zu bereiten, ihn schlecht zu behandeln. Nichtsdestotrotz erfährt Ellis bei den Marines ein Zugehörigkeitsgefühl, das ihn prägt und sein Leben für immer verändern soll.

## Produktion

### Regie und Drehbuch
Regie führte Elegance Bratton, der auch das Drehbuch schrieb. Er widmete den Film seiner Mutter. Es handelt sich bei The Insepection um sein Regiedebüt bei einem Spielfilm. Zuvor erlangte er mit dem Dokumentarfilm Pier Kids über obdachlose queere und Transgender-Jugendliche in New York Bekanntheit. Er schrieb das Drehbuch auf Grundlage seiner eigenen Erfahrungen als schwuler Mann in der Grundausbildung des Marine Corps. Zuvor hatte er ein Jahrzehnt auf der Straße gelebt. Bratton wurde in Jersey City geboren und wuchs im ebenfalls in New Jersey gelegenen Phillipsburg auf. Im Alter von 16 Jahren wurde er von seiner Mutter zu Hause rausgeworfen, weil er schwul war. Beim U.S. Marine Corps lernte er, wie man Filme macht. Er hat einen Bachelor-Abschluss der Columbia University und einen MFA der Tisch School of the Arts der NYU. Auch als Fotograf und Autor machte sich Bratton einen Namen und wurde für seinen Bildband Bound By Night mit dem Kassel Art Book Award ausgezeichnet.

### Besetzung und Dreharbeiten
Der US-amerikanische Sänger und Tony- und Emmy-nominierte Theaterschauspieler Jeremy Pope übernahm seine erste Hauptrolle in einem Film und spielt Ellis French. Sein Vorgesetzter Rosales wird von Raúl Castillo gespielt, seine Mutter Inez French von Gabrielle Union. Bokeem Woodbine übernahm die Rolle von Sergeant Laws. In weiteren Rollen sind McCaul Lombardi als Harvey, Nicholas Logan als Brooks, Eman Esfandi als der muslimische Rekrut Ismail und Aaron Dominguez als Castro zu sehen.
Die Dreharbeiten wurden im November 2021 beendet. Als Kameramann fungierte der Australier Lachlan Milne, der zuvor mit Taika Waititi für Next Goal Wins und davor mit Lee Isaac Chung für Minari – Wo wir Wurzeln schlagen zusammengearbeitet hatte.

### Filmmusik und Veröffentlichung
Die Filmmusik komponiert die Experimental-Pop-Band Animal Collective. Das Soundtrack-Album mit insgesamt 30 Musikstücken wurde am 18. November 2022 von A24 Music als Download veröffentlicht. Crucible wurde bereits zuvor veröffentlicht. Der darauf enthaltene Song The Hands hat sich für eine Nominierung in der Kategorie Bester Song im Rahmen der Oscarverleihung 2023 qualifiziert.
Ein Trailer wurde im August 2022 veröffentlicht. Die Premiere erfolgte am 9. September 2022 beim Toronto International Film Festival, wo der Film die Discovery Sektion eröffnete. Anfang Oktober 2022 wurde er beim London Film Festival vorgestellt. Mitte Oktober 2022 wurde er beim New York Film Festival als Abschlussfilm gezeigt. Ebenfalls im Oktober 2022 wurde er beim New York LGBTQ+ Film Festival NewFest, beim Chicago International Film Festival und beim Montclair Film Festival vorgestellt. Am 18. November 2022 kam der Film in die US-Kinos. Ende Juni 2023 wurde er beim Filmfest München vorgestellt. Der Kinostart in Deutschland erfolgte am 24. August 2023. Zwischen Juli und September 2023 wird The Inspection im Rahmen des New Zealand International Film Festivals gezeigt.

## Rezeption

### Altersfreigabe und Kritiken
In den USA erhielt der Film von der MPAA ein R-Rating, was einer Freigabe ab 17 Jahren entspricht. In Deutschland wurde der Film von der FSK ab 12 Jahren freigegeben.
Der Film konnte 89 Prozent der bei Rotten Tomatoes aufgeführten Kritiker überzeugen bei einer durchschnittlichen Bewertung mit 7,1 von 10 möglichen Punkten. Auf Metacritic erhielt der Film einen Metascore von 73 von 100 möglichen Punkten.

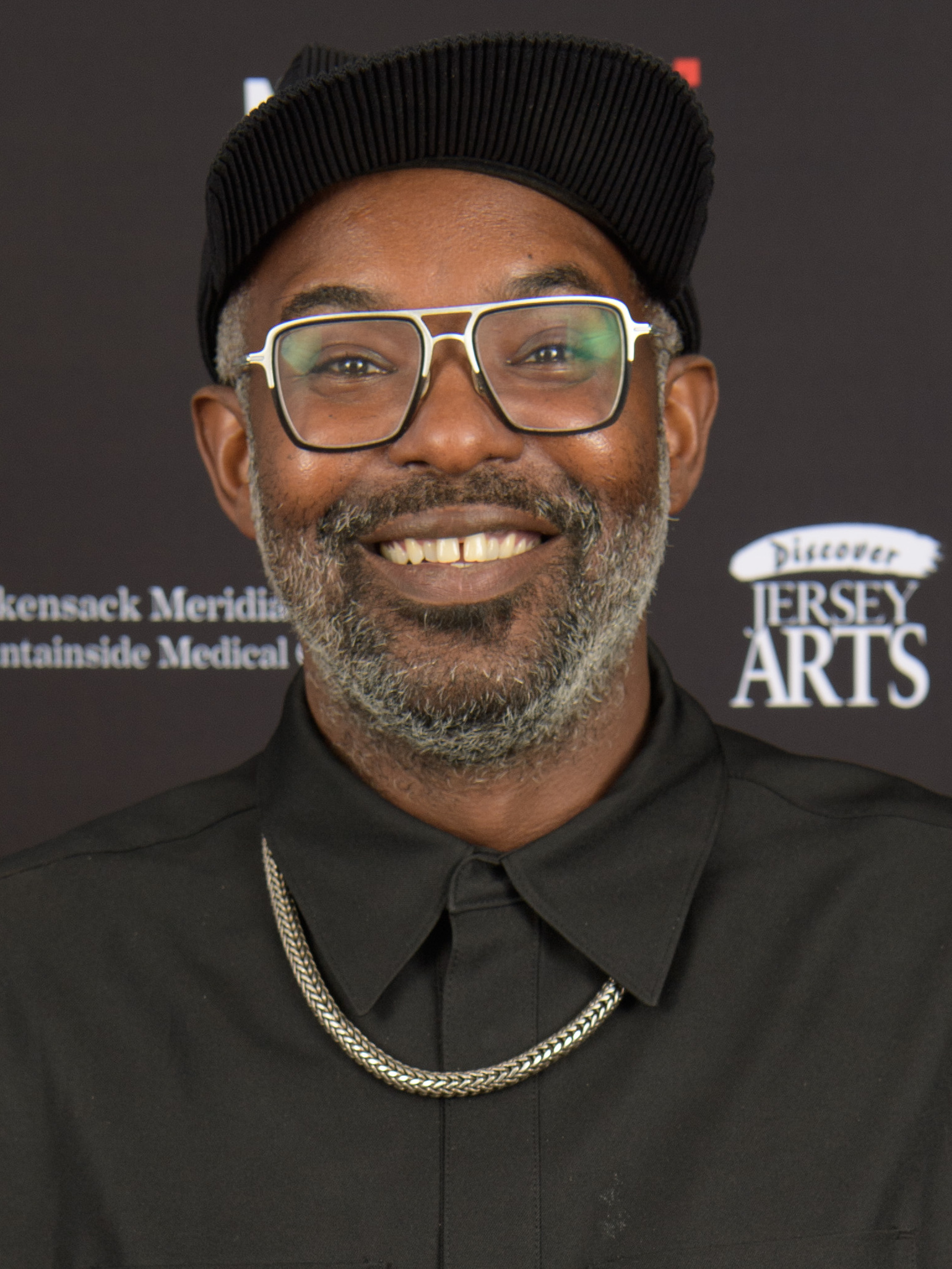
Regisseur Elegance Bratton beim Montclair Film Festival 2022

Peter Debruge von Variety schreibt, es gebe so vieles, was andere Filme in Bezug auf das Militär falsch machten oder falsch interpretierten. Elegance Bratton versuche dies mit seinem Film zu korrigieren, wie bereits in Stanley Kubricks Full Metal Jacket geschehen. In der amerikanischen Kultur drehe sich heutzutage alles darum, die eigene Individualität auszudrücken. Der Militärdienst funktioniere jedoch genau nach dem gegenteiligen Prinzip und verlasse sich auf Offiziere wie Laws, Rosales und Brooks, um den Geist der Rekruten zu „brechen“ und sie zu Soldaten zu formen, die bereit sind, sich für ein größeres Ganzes zu opfern. In gewisser Weise seien beide Perspektiven für eine funktionierende Gesellschaft notwendig, so Debruge: „Wir definieren uns durch unsere Unterschiede, müssen aber auch unseren Platz im Kollektiv akzeptieren. Dramatisch gesprochen hat der Prozess der Selbstverleugnung, den die Grundausbildung mit sich bringt, etwas Schreckliches, und The Inspection konfrontiert dieses Paradox direkt.“ Marine zu werden, sei für French genauso wichtig wie für die anderen, vielleicht sogar noch wichtiger, und doch werde nicht eine Sekunde lang so getan, als wäre dies nicht kompliziert. Einen weiteren Beweis für die Ehrlichkeit des Films sieht Debruge darin, dass Bratton nicht vorgibt, dass schwule Rekruten genau wie die anderen sind, und er zeige, was er selbst durchmachen musste, um sich seine Sporen zu verdienen. Dasselbe gelte für weibliche Rekruten, die nur am Rande einiger Szenen zu sehen sind. Gleiche Rechte bedeuteten nicht unbedingt, dass alle Menschen gleich sind, woran The Inspection auf bemerkenswerte Weise erinnere. Kaum etwas, was French in The Inspection passiere, sei fair, auch das Leben als Ganzes nicht. Der Film zeige aber auch, wie sich die Rekruten über ihre Kameraden erheben und sich deren Respekt verdienen, statt sich über die schlechte Behandlung zu beschweren.
Dieter Oßwald, Filmkorrespondent der Gilde deutscher Filmkunsttheater, schreibt, Bratton erzähle mit seinem eindrucksvollen Spielfilmdebüt, das er als queeren „Full Metal Jacket“ beschreibt, von einem Kapitel der Intoleranz, Diskriminierung und Homophobie in den USA, wo bis zum Jahr 2005 das offizielle Motto im US-Militär noch „don’t ask, don’t tell“ lautete und ein Coming-out in Uniform als undenkbar galt. Oßwald zitiert in diesem Zusammenhang einen Ausbilder im Film: „Wenn wir alle Schwule aus der Armee werfen, gäbe es keine Marines mehr.“ Eine solch ambivalente Figur zu zeigen, zähle zur dramaturgischen Cleverness des Dramas, welches Konflikte nicht im Klischee stecken lasse, sondern die Widersprüche ganz bewusst darstellt.

### Auszeichnungen
African-American Film Critics Association Awards 2022
- Aufnahme in die Top 10 Films of 2022
- Auszeichnung als Bester Schauspieler (Jeremy Pope)[22][23]

Alliance of Women Film Journalists Awards 2023
- Nominierung als Bester Schauspieler (Jeremy Pope)[24]

Black Reel Awards 2023
- Auszeichnung als Bester Independentfilm
- Auszeichnung für das Beste Erstlingsdrehbuch (Elegance Bratton)
- Auszeichnung als Bester Hauptdarsteller (Jeremy Pope)
- Auszeichnung als Bester Nachwuchsdarsteller (Jeremy Pope)

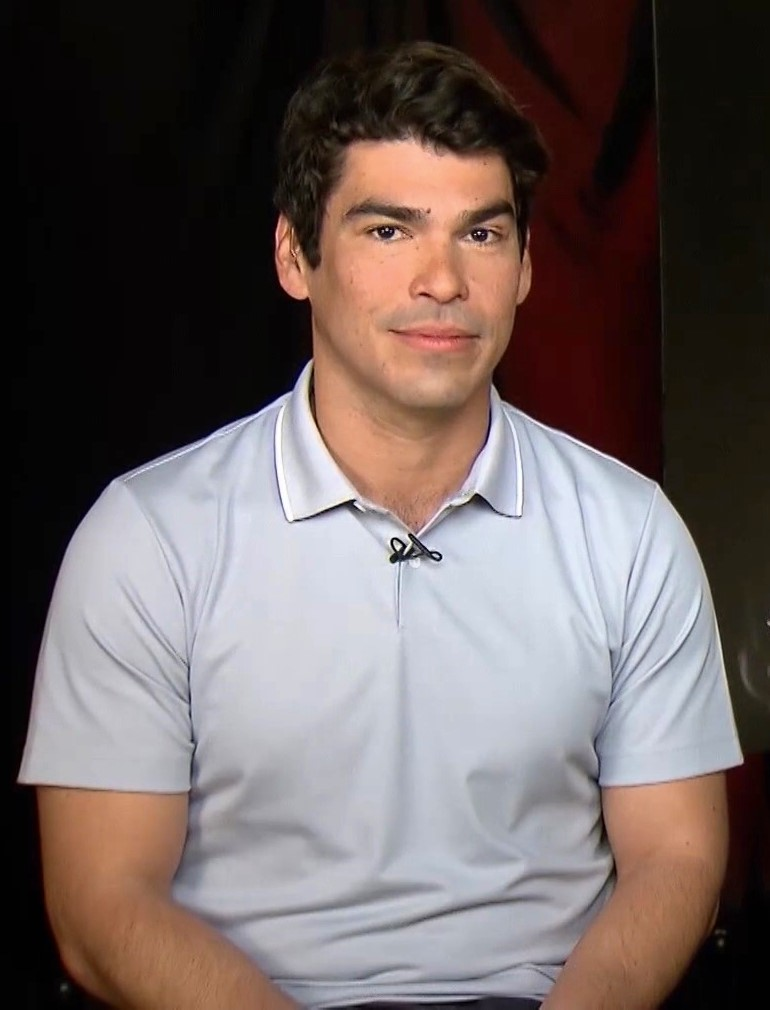
Raúl Castillo spielt Rosales

- Nominierung für die Beste Regie (Elegance Bratton)
- Nominierung als Bester aufstrebender Regisseur (Elegance Bratton)
- Nominierung für das Beste Drehbuch (Elegance Bratton)
- Nominierung als Bester Nebendarsteller (Bokeem Woodbine)
- Nominierung als Beste Nebendarstellerin (Gabrielle Union)
- Nominierung als Bestes Schauspielensemble[25]

Chicago International Film Festival 2022
- Nominierung für den Goldenen Hugo im International Competition (Elegance Bratton)
- Nominierung im OutLook Competition

Filmfest München 2023
- Nominierung im Wettbewerb Cinevision[26]

Golden Globe Awards 2023
- Nominierung als Bester Hauptdarsteller (Jeremy Pope)[27]

Gotham Awards 2022
- Nominierung für die Beste Nachwuchsregie (Elegance Bratton)
- Nominierung als Bester Nebendarsteller (Raúl Castillo)
- Nominierung als Beste Nebendarstellerin (Gabrielle Union)[28]

Independent Spirit Awards 2023
- Nominierung als Bester Debütfilm (Elegance Bratton)
- Nominierung als Bester Hauptdarsteller (Jeremy Pope)
- Nominierung als Beste Nebendarstellerin (Gabrielle Union)[29]

Montclair Film Festival 2022
- Auszeichnung mit dem Breakthrough Director & Writer Award (Elegance Bratton)[15]

NAACP Image Awards 2023
- Auszeichnung als Bester Independentfilm[30]

National Board of Review Awards 2022
- Aufnahme in die Top Ten der Independentfilme[31]

New York LGBTQ+ Film Festival NewFest 2022
- Auszeichnung mit dem Breakthrough Queer Visionary Award (Elegance Bratton)[32]

Santa Barbara International Film Festival 2023
- Auszeichnung mit dem Virtuosos Award (Jeremy Pope)[33]

## Synchronisation
Die deutsche Synchronisation entstand nach einem Dialogbuch und der Dialogregie von Pierre Peters-Arnolds im Auftrag der EVA Studios Germany GmbH, Berlin.
| Darsteller        | Synchronsprecher         | Rolle           |
| ----------------- | ------------------------ | --------------- |
| Jeremy Pope       | Nicolas Rathod           | Ellis French    |
| Gabrielle Union   | Claudia Urbschat-Mingues | Inez French     |
| Raúl Castillo     | Martin Kautz             | Rosales         |
| Aubrey Joseph     | Florian Clyde            | Boles           |
| Nicholas Logan    | Bernhard Völger          | Brooks          |
| McCaul Lombardi   | Sebastian Fitzner        | Laurence Harvey |
| Bokeem Woodbine   | Torben Liebrecht         | Leland Laws     |
| Aaron Dominguez   | Selam Tadese             | Castro          |
| Eman Esfandi      | Tim Knauer               | Ismail          |
| Wynn Reichert     | Gerald Schaale           | Kaplan          |
| Andrew Kai        | Sebastian Kluckert       | Label           |
| Steve Mokate      | Dieter Memel             | Col. Casey      |
| Daniel Williamson | Timo Weisschnur          | PMI             |
| Tyler Merritt     | Stefan Fredrich          | Shamus          |